# Comores nos Jogos Olímpicos de Verão de 2016
Comores, representado pelo Comitê Olímpico Comorense, competirá nos Jogos Olímpicos de Verão de 2016 no Rio de Janeiro. Participará com 4 atletas em 2 desportos, a natação e o atletismo.
Legenda
| Recorde mundial      | Recorde mundial (World record)               |                       | Recorde africano                      | Recorde africano (African) |                                           | Q | Classificado por posição (Qualified) |
| Recorde olímpico     | Recorde olímpico (Olympic record)            | Recorde da América    | Recorde da América (Americas)         | q                          | Classificado por melhor tempo (Qualified) |   |                                      |
| Melhor marca do ano  | Melhor marca do ano (World leading)          | Recorde asiático      | Recorde asiático (Asian)              | DNS                        | Não largou (Did not start)                |   |                                      |
| Recorde nacional     | Recorde nacional (National record)           | Recorde europeu       | Recorde europeu (European)            | DNF                        | Não terminou (Did not finish)             |   |                                      |
| Recorde pessoal      | Recorde pessoal do atleta (Personal best)    | Recorde da Oceania    | Recorde da Oceania (Oceania)          | DSQ / DQ                   | Desclassificado (Disqualified)            |   |                                      |
| Recorde da temporada | Recorde da temporada do atleta (Season best) | Recorde sul-americano | Recorde sul-americano (South America) | NM                         | Sem marca (No mark)                       |   |                                      |

## Atletismo
| Atleta             | Evento                 | Fase preliminar | Fase preliminar | Quartas de final | Quartas de final | Semifinal | Semifinal | Final | Final   |
| Atleta             | Evento                 | Tempo           | Posição         | Tempo            | Posição          | Tempo     | Posição   | Tempo | Posição |
| ------------------ | ---------------------- | --------------- | --------------- | ---------------- | ---------------- | --------- | --------- | ----- | ------- |
| Maoulida Daroueche | Masculino - 400m rasos | 52,32           | 44              | —                | —                |           |           |       |         |
| Denika Kassim      | Feminino - 100m rasos  |                 |                 |                  |                  |           |           |       |         |

## Natação
| Atleta          | Evento                      | Fase preliminar | Fase preliminar | Semifinal | Semifinal | Final | Final   |
| Atleta          | Evento                      | Tempo           | Posição         | Tempo     | Posição   | Tempo | Posição |
| --------------- | --------------------------- | --------------- | --------------- | --------- | --------- | ----- | ------- |
| Soule Athoumane | Masculino - 50 m nado livre | 27,31           | 76              |           |           |       |         |
| Mohamed Nazlati | Feminino - 50m nado livre   | 37,66           | 86              |           |           |       |         |